# Retorn a l'abisme
Retorn a l'abisme  (original: Conflict) és un pel·lícula estatunidenca, un thriller en blanc i negre, dirigida per Curtis Bernhardt, estrenada a l'estiu de 1945. El guió, escrit per Arthur T. Horman i Dwight Taylor, és basat en la història The Pentacle, escrita per Alfred Neumann i Robert Siodmak. Ha estat doblada al català.

## Argument
Richard i Katherine Mason semblen formar una parella feliç. En realitat, Richard està enamorat d'Evelyn, la germana petita de la seva esposa. Quan aquesta última descobreix el seu secret i declara no voler divorciar-se, Richard imagina llavors una maquinació per tal de desfer-se'n.
Richard, ric arquitecte, fingint ser confinat a una cadira de rodes com a conseqüència d'un accident de cotxe, projecta fredament un pla per assassinar la seva dona en un viatge amb cotxe a una estació termal de muntanya, on ha de ser cuidat. A l'últim minut, amb el pretext d'acabar un treball urgent, Richard retarda la seva sortida i Katherine va sola amb cotxe. Agafa llavors un itinerari més curt per arribar a la carretera, esperar Katherine, escanyar-la i precipitar el cotxe en el buit. Torna ràpidament al seu domicili i al seu lloc a la cadira de rodes.
És el crim perfecte? Tenen lloc estranys esdeveniments que fan pensar que Katherine és potser viva...

## Repartiment
- Humphrey Bogart: Richard Mason
- Alexis Smith: Evelyn Turner
- Sydney Greenstreet: Doctor Mark Hamilton
- Rose Hobart: Kathryn Mason
- Charles Drake: Professor Norman Holsworth
- Grant Mitchell: Doctor Grant
- Ann Shoemaker: Nora Grant